# Věta o hybnosti proudu kapaliny
Věta o hybnostech proudu kapaliny je jedním ze základních zákonů hydrodynamiky. Je přizpůsobením impulsové věty mechaniky hmotného bodu pro ustálený proud kapaliny. Uvažuje se jen účinek na omezený výsek proudu, přičemž není nutné znát ani podrobnosti proudění, ani ztráty v daném úseku, avšak musíme znát všechny vnější síly, které na kapalinu v tomto výseku proudu působí.

## Věta o hybnosti
Suma vnějších sil se rovná změně hybnosti kapaliny,

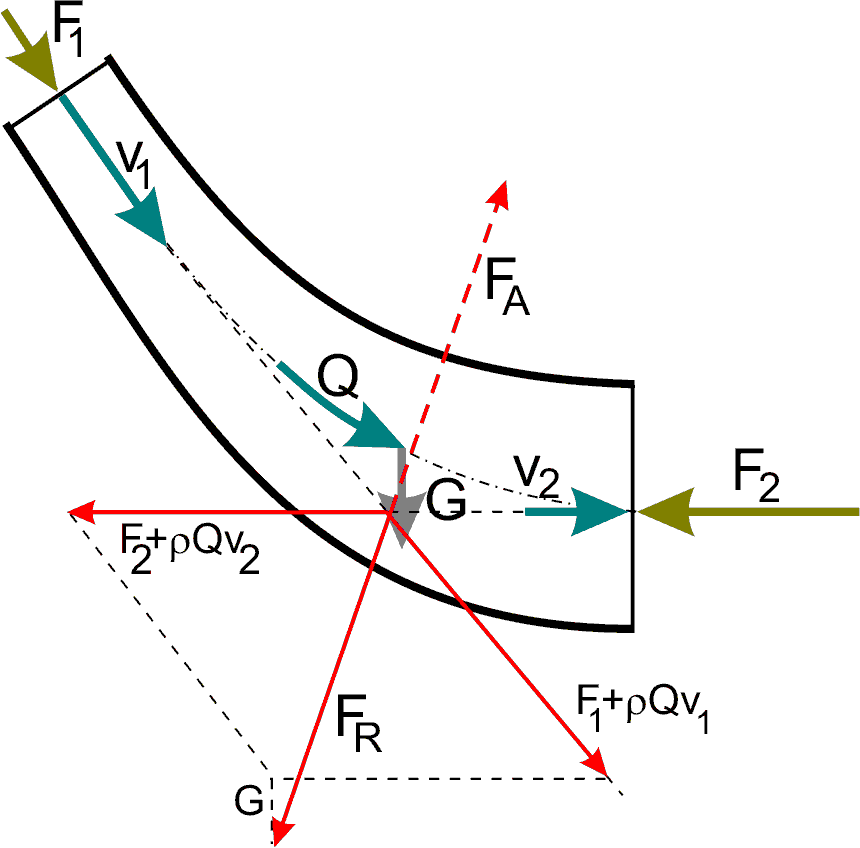
věta o hybnosti proudu

{\displaystyle \sum {\overrightarrow {F}}=\rho Q({\overrightarrow {v_{2}}}-{\overrightarrow {v_{1}}})}
kde {\displaystyle \rho } [kgm−3] je hustota kapaliny, {\displaystyle Q} [m3s−1] objemový průtok, {\displaystyle {\overrightarrow {v_{1}}}} a {\displaystyle {\overrightarrow {v_{2}}}} vektory rychlosti ve vstupním a výstupním profilu a
{\displaystyle \sum {\overrightarrow {F}}={\overrightarrow {F_{1}}}+{\overrightarrow {F_{2}}}+{\overrightarrow {G}}+{\overrightarrow {F_{A}}}}
kde {\displaystyle {\overrightarrow {F_{1}}}} a {\displaystyle {\overrightarrow {F_{2}}}} [N] jsou vektory síly působící na vstupní a výstupní profil (zpravidla síly tlakové, {\displaystyle F_{i}=p_{i}S_{i}} kde {\displaystyle p} [Pa] je tlak a {\displaystyle S} [m2] průtočná plocha daného profilu), {\displaystyle {\overrightarrow {G}}} [N] tíha kapaliny uzavřené mezi vstupním a výstupním profilem a {\displaystyle {\overrightarrow {F_{A}}}} [N] síla, kterou působí stěna vedení proudu na objem kapaliny mezi vstupním a výstupním profilem.
Ve většině případů nás však spíše zajímá silový účinek proudu na stěny, kterými je veden, nebo na plochy, na něž dopadá. V těchto případech pak místo síly {\displaystyle {\overrightarrow {F_{A}}}}, kterou působí stěna na proud, uvažujeme její reakci {\displaystyle {\overrightarrow {F_{R}}}=-{\overrightarrow {F_{A}}}}.

## Aplikace věty o hybnosti

### Výpočet v souřadném systému
Zaveďme kartézský souřadný systém; osa x směřuje zleva doprava, osa y shora dolů. Potom výpočet provedeme ve složkách jednotlivých dílčích sil:
{\displaystyle F_{Rx}=F_{1}\cos \alpha -F_{2}\cos \beta +\rho Q(v_{1}\cos \alpha -v_{2}\cos \beta )}
{\displaystyle F_{Ry}=F_{1}\sin \alpha -F_{2}\sin \beta +G+\rho Q(v_{1}\sin \alpha -v_{2}\sin \beta )}
kde úhly {\displaystyle \alpha } a {\displaystyle \beta } jsou úhly, které svírá síla {\displaystyle F_{1}} a {\displaystyle F_{2}}, resp. osa proudu v profilu 1 a 2 se souřadnicovými osami.
Celková síla {\displaystyle F_{R}}, kterou proud působí na své vedení, je pak
{\displaystyle F_{R}={\sqrt {F_{Rx}^{2}+F_{Ry}^{2}}}}
a tato výsledná síla svírá s osou x souřadného systému úhel {\displaystyle \epsilon }, který snadno určíme ze vztahu
{\displaystyle \tan \epsilon ={F_{Ry} \over F_{Rx}}}.
Pokud je tíha vody {\displaystyle G} ve srovnání s ostatními silami malá, lze ji zanedbat. Pokud zkoumaný segment proudu leží v horizontální rovině, tíha kapaliny působí kolmo k této rovině i všem ostatním členům rovnice a ve výpočtu se tudíž neuplatňuje, a při návrhu konstrukce je nutné ji uvažovat samostatně.

### Účinek paprsku na těleso či plochu
V těchto případech se obvykle předpokládá symetrické obtékání tělesa či plochy a tíha kapaliny se zpravidla zanedbává. Protože při obtékání tělesa či plochy vznikají ztráty jednak třením paprsku na tělese či ploše, jednak ohybem proudnic a tvorbou vírů při nárazu paprsku na těleso, redukuje se teoretická hodnota výsledné síly korekčním součinitelem {\displaystyle \psi \leq 1} .

Když paprsek osově dopadá na kužel o vrcholovém úhlu {\displaystyle 2\delta } postavený vrcholem proti paprsku, paprsek se symetricky rozdělí po plášti tohoto kuželu. Protože vzdálenost vrcholu a odtokové hrany (či délka povrchové přímky) obvykle není velká, lze zhruba uvažovat {\displaystyle v_{1}\approx v_{2}} a výsledná reakce tedy bude 
{\displaystyle F_{R}=\rho Q{\overrightarrow {v_{1}}}-\rho Q{\overrightarrow {v_{2}}}},

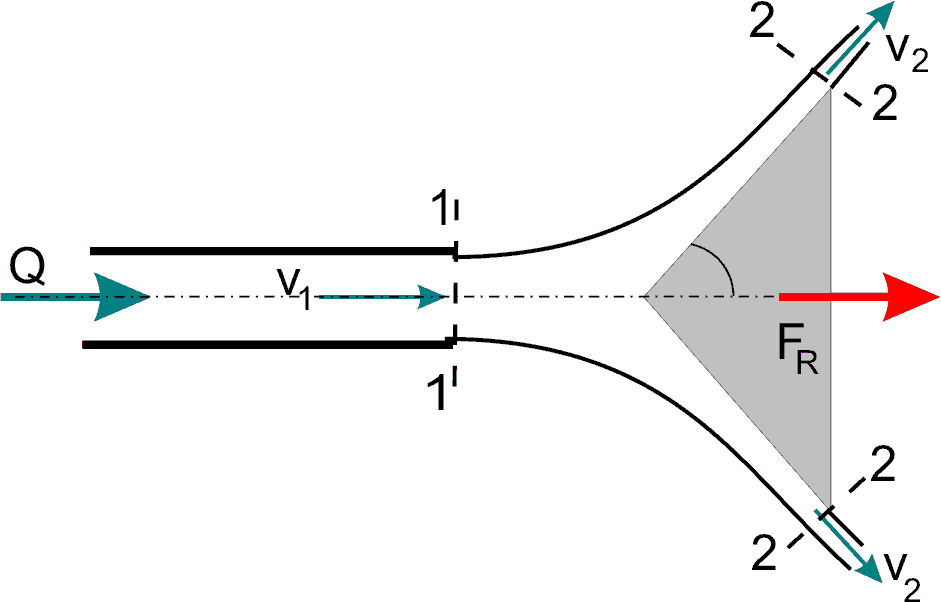
obtékání kuželu

po převodu do kartézského souřadného systému s osou x rovnoběžnou s osou paprsku
{\displaystyle F_{R}=\rho Qv_{1}-\rho Qv_{1}\cos \delta =\rho Qv_{1}(1-\cos \delta )}
a po zavedení výše zmíněného korekčního součinitele
{\displaystyle F_{R}=\psi \rho Qv_{1}(1-\cos \delta )}.
V případě kruhové desky je {\displaystyle \delta =90^{\circ }} a tedy {\displaystyle \cos \delta =0}. Při dostatečném rozměru desky ({\displaystyle D\geq (4-6)D_{0}} kde {\displaystyle D} [m] je průměr desky a {\displaystyle D_{0}} [m] průměr paprsku) a vzdálenosti {\displaystyle l} [m] desky od výtokového otvoru {\displaystyle l\geq 2D_{0}} lze uvažovat hodnotu redukčního součinitele {\displaystyle \psi \approx 0,95}.
Maximální možnou sílu {\displaystyle F_{R}} dostaneme, pokud paprsek dopadá do středu plochy tvaru duté polokoule. Potom dojde k tomu, že vektor rychlosti {\displaystyle {\overrightarrow {v_{2}}}} směřuje proti směru paprsku a tedy {\displaystyle \delta =180^{\circ }} čili {\displaystyle \cos \delta =-1} a výsledná síla bude
{\displaystyle F_{R}=2\psi \rho Qv_{1}}
kde redukční součinitel {\displaystyle \psi \approx 0,94}.

### Účinek paprsku na pohybující se plochu
Pokud se plocha, na kterou parsek dopadá, pohybuje ve směru vektoru rychlosti {\displaystyle v_{1}} rychlostí {\displaystyle u} [ms−1], dopadá paprsek na tuto plochu relativní rychlostí {\displaystyle (v_{1}-u)} [ms−1], kterou použijeme pro výpočet síly {\displaystyle F_{R}} namísto rychlosti paprsku {\displaystyle v_{1}}. Podobně i průtok {\displaystyle Q} je nutné uvažovat jako průtok relativní {\displaystyle S_{1}(v_{1}-u)} kde {\displaystyle S_{1}} [m2] je průtočná plocha výtokového otvoru (resp. průtočná plocha v paprsku).
Pro soustavu lopatek nebo kanálů (např. oběžné kolo Peltonovy turbiny), otáčejících se kolem pevné osy obvodovou rychlostí {\displaystyle u} [ms−1] uvažujeme při výpočtu síly {\displaystyle F_{R}} opět relativní rychlost {\displaystyle (v_{1}-u)}, avšak průtok bereme jako {\displaystyle S_{1}v_{1}}.